# Rössemann a Kühnemann
Firma Rössemann a Kühnemann, Praha původně vznikla jako pobočka mateřské budapešťské společnosti. Působila v letech 1899–1925. Zabývala se obchodováním a výrobou náležitostí pro úzkorozchodné dráhy. Zanikla fúzí se společností Ferrovia.

## Historie
Mateřskou firmu založili r. 1885 v Budapešti Fridrich Kühnemann (* 1840) a Fridrich Oskar Rössemann (* 1834), oba továrníci z Berlína. Pražská pobočka společnosti byla zřízena roku 1899, její výrobní závod na pomezí Buben a Holešovic pak roku 1903. Předmětem činnosti byl prodej a pronájem součástí úzkorozchodných drah systému Artur Koppel. Firma před 1. světovou válkou s úspěchem vyráběla vozíky a materiál a obchodovala s nakupovanými nebo repasovanými lokomotivami pro malodráhy, později i jednoduché motorové lokomotivy sama vyráběla. Mezi prvními významnějšími zakázkami bylo vybudování a vybavení první etapy cukrovarské drážky v Židlochovicích roku 1901.

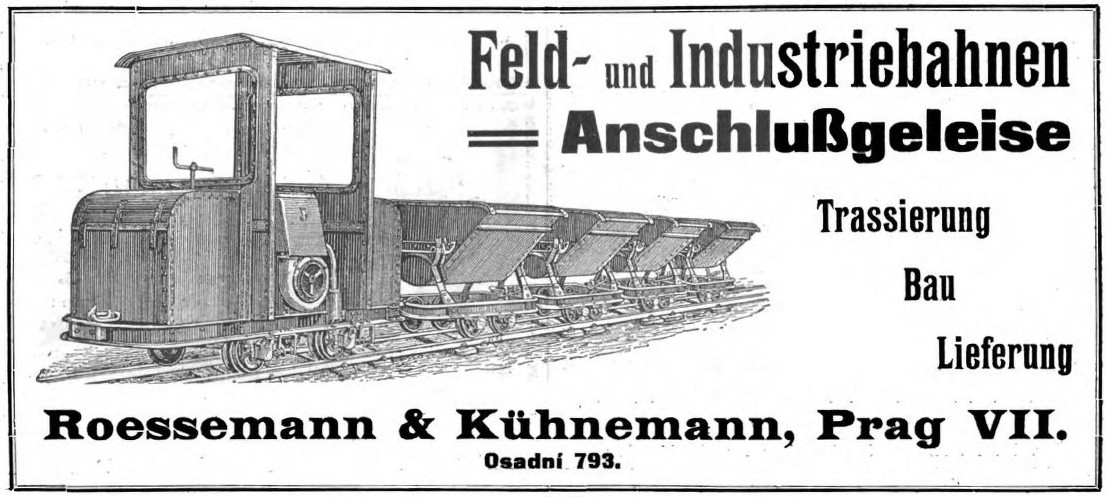
Inzerát firmy Roessemann & Kühnemann v dobovém odborném tisku, 1921

Po válce se firma dostala do odbytových potíží. Po povinné nostrifikaci pražské pobočky podle zákonů nové Československé republiky získala v nově vzniklé akciové společnosti významný vliv Živnobanka a v nové vlastnické struktuře roku 1924 prosadila sloučení s konkurenční společností Ferrovia. Výrobní aktivity byly převedeny do Radotína a areál bývalého závodu v Holešovicích byl r. 1925 odprodán firmě Micka.